# 가발 (영화)
가발은 2005년 공개된 대한민국의 영화이다.

## 줄거리
수현(채민서)이라는 젊은 여성이 암 투병 중인데, 언니 지현(유선)은 수현이 병원에서 보내는 시간보다 얼마 남지 않은 시간을 더 즐기고 싶어 집으로 데려가기로 결심한다. 교통사고로 목이 찔려 말을 할 수 없게 된 지현은 언니에게 대머리가 부끄럽지 않게 외출할 수 있도록 긴 머리 가발을 선물한다. 수현은 선물에 매우 만족하여 항상 가발을 쓰고 다닌다. 수현은 더 건강해 보이고 매력적으로 보이기 시작하며, 집 밖으로 자주 나간다.
그러나 곧 수현은 가발에 집착하는 허영심 많은 소녀가 되어 지현의 남자친구를 훔치려고 한다. 그는 지현과 헤어지지만 수현에게는 관심이 없다. 어느 날 지현의 친구 중 한 명이 그녀의 남편이 자신을 속이고 있다는 사실을 알게 된다. 수현은 그녀에게 가발을 빌려주며 기분이 좋아지고 예뻐질 것이라고 말한다. 그러나 다음 날, 그 친구는 남편과 함께 머리카락으로 뒤덮인 채 죽은 채 발견된다. 수현의 가발은 신비롭게 그녀에게 반환되었다. 그녀는 지현과 대화할 때마다 잔인하게 무시하고 친구의 죽음에 대한 무서운 이미지에 시달린다. 다음 날, 그녀는 지현의 전 여자친구와 섹스를 하려고 하지만 지현이 그녀를 태워주고 두 사람은 집으로 차를 몰고 간다. 수현이 그녀를 자극하여 지현을 화나게 한다.
집에서 수현이 가발을 세탁하고 지현이 가발 안에서 귀신을 볼 때까지 두 사람은 아무 말도 하지 않는다. 귀신은 가발이 저주받았고 수현을 타락시키고 사로잡고 있다는 사실을 알려준다. 지현은 가발을 움켜쥐고 수현을 방에 가둔 후 가발을 갈기갈기 찢어버린다. 암은 전보다 더 강해졌고, 수현은 언니를 만나기를 거부하며 병원으로 돌아가야 한다. 약을 먹지 않고 병원을 탈출한 수현은 피투성이 두피에서 약을 뽑아내는 충격적인 장면을 보게 된다.
가발은 지현의 전 남자친구와 사귀던 남자의 것이었음이 밝혀졌다. 게이였던 그는 지현의 전 남자친구에게 외면당했고, 긴 머리를 자르고 10대 무리에게 구타당했다. 그런 다음 그는 자살했다. 그 남자의 유령은 수현을 타락시키고 사로잡은 존재였고, 수현은 지현의 전 남자친구를 추적하고 두 사람은 화해한다. 그들이 키스하는 동안 수현의 머리카락은 믿을 수 없을 정도로 빠른 속도로 자란다. 지현이 나타나 긴 머리카락에 불을 지르고 여동생을 풀어주고 유령을 파괴한다. 불행히도 그녀는 유령이 여동생과 같은 곳에 있다는 환각을 보고 그녀를 때려 죽이다. 수현이 죽자 여동생은 그것이 환각이었다는 것을 깨닫고 자신이 한 일에 울었다. 영화는 수현의 암과 지현의 언어 상실 전, 두 소녀의 어린 시절 사진으로 끝난다.

## 배역
- 채민서 : 수현/희주 역
- 유선 : 지현 역
- 방중현 : 기석 역
- 사현진 : 경주 역
- 소이 : 혜영 역

☆ 안치용: 의사역